# Tyra Areskoug
Tyra Johanna Margareta Areskoug, född 17 maj 2001 är en svensk volleyboll (passare) och beachvolleyspelare. Hon har (2021) spelat 10 seniorlandskamper.
Areskoug vann U16 SM-guld i beach volley 2016 tillsammans med Filippa Brink Med Stockholm Gotlands VBF var hon med och vann Distriktsslaget 2017 Tyra deltog i U18-landslaget som kom på plats 17 i EM-slutspelet 2018. Med seniorlandslaget har hon vunnit European Silver League.
På klubbnivå har hon spelat för Lidingö SK, RIG Falköping, Hylte/Halmstad VBK och American University. 
Areskougs mor Anna Vorwerk är en av Sverige mest landslagsmeriterade volleybollspelare.